# Complete Madness
Complete Madness – pierwszy album z „greatest hits” brytyjskiego zespołu ska – pop rockowego Madness. Na zawartość płyty złożyły się największe przeboje pochodzące z trzech pierwszych studyjnych albumów zespołu (One Step Beyond..., Absolutely, 7), a także z singli nie umieszczonych na tych wydawnictwach („Take It or Leave It”, „In the City”, „Madness”).
Album został wydany 23 kwietnia 1982 przez Stiff Records, a producentami płyty byli Clive Langer i Alan Winstanley. Album przez trzy tygodnie zajmował 1. miejsce na brytyjskiej liście sprzedaży UK Albums Chart.
W Polsce album ukazał się w 1984 roku nakładem wytwórni Tonpress.

## Spis utworów
1. „Embarrassment” (Barson/Thompson) – 3:13
2. „Shut Up” (Foreman/McPherson) – 2:53
3. „My Girl” (Barson) – 2:47
4. „Baggy Trousers” (Foreman/McPherson) – 2:48
5. „It Must Be Love” (Labi Siffre) – 3:20
6. „The Prince” (Thompson) – 2:29
7. „Bed & Breakfast Man” (Barson) – 2:34
8. „Night Boat to Cairo” (Barson/McPherson) – 3:33
9. „House of Fun” (Barson/Thompson) – 2:51
10. „One Step Beyond” (Campbell) – 2:21
11. „Cardiac Arrest” (Foreman/Smyth) – 2:59
12. „Grey Day” (Barson) – 3:41
13. „Take It or Leave It” (Barson/Thompson) – 3:28
14. „In the City” (Barson/Crutchfield/Foreman/Inoue/McPherson/Smyth) – 3:01
15. „Madness” (Campbell) – 2:40
16. „The Return of the Los Palmas 7” (Barson/Bedford/Woodgate) – 2:35

## Muzycy
- Graham McPherson (Suggs) – wokal
- Mike Barson (Monsieur Barso) – instrumenty klawiszowe
- Chris Foreman (Chrissie Boy) – gitara
- Mark Bedford (Bedders) – gitara basowa
- Lee Thompson (Kix) – saksofon
- Dan Woodgate (Woody) – perkusja, instrumenty perkusyjne
- Cathal Smyth (Chas Smash) – drugi wokal